# San Pablo de Borbur
San Pablo de Borbur è un comune della Colombia facente parte del dipartimento di Boyacá.
Il comune venne istituito il 9 dicembre 1959.